# Painting the Clouds with Sunshine
Painting the Clouds with Sunshine é um filme musical estadunidense de 1951, do gênero comédia romântica, dirigido por David Butler, e estrelado por Dennis Morgan, Virginia Mayo e Gene Nelson. A produção foi inteiramente gravada em Technicolor. O filme é uma adaptação musical da peça teatral "The Gold Diggers" (1919), de Avery Hopwood. É a quarta adaptação cinematográfica da peça, depois de "The Gold Diggers" (1923), "Gold Diggers of Broadway" (1929) e "Gold Diggers of 1933" (1933).
O filme possui canções populares dos anos de 1910 a 1930, incluindo duas músicas de "Gold Diggers of Broadway" ("Painting the Clouds with Sunshine" e "Tiptoe Through the Tulips"), e uma música de "Gold Diggers of 1933" ("We're in the Money").

## Sinopse
Três espertas garotas teatrais de Las Vegas decidem procurar maridos – Carol (Virginia Mayo), que acha que encontrar um milionário seria bom para seu estilo de vida; Abby (Lucille Norman), que é apaixonada pelo barítono Vince Nichols (Dennis Morgan), mas se sente incomodada porque ele gosta de jogos de azar; e June (Virginia Gibson), que tem uma queda por Ted Lansing (Gene Nelson), um dançarino. Ted, no entanto, está apaixonado por Abby.

## Elenco
- Dennis Morgan como Vince Nichols
- Virginia Mayo como Carol
- Gene Nelson como Thedore "Ted" Lansing
- Lucille Norman como Abby
- S. Z. Sakall como Felix "Tio Felix" Hoff
- Virginia Gibson como June
- Tom Conway como Bennington "Tio Benny" Lansing
- Wallace Ford como Sam Parks

## Músicas
1. Painting the Clouds with Sunshine e Tiptoe Through the Tulips – músicas e letras de Joe Burke e Al Dubin, cantadas por Dennis Morgan e Lucille Norman
2. Man Is a Necessary Evil e The Mambo Man – músicas de Sonny Burke, letras de Jack Elliott
3. Vienna Dreams – música de Rudolf Sieczynski, letra de Irving Caesar
4. We're in the Money – música e letra de Harry Warren e Al Dubin
5. When Irish Eyes Are Smiling – música e letra de Ernest R. Ball, Chauncey Olcott e George Graff, Jr.
6. With a Song in My Heart – música de Richard Rodgers, letra de Lorenz Hart
7. The Birth of the Blues – música e letra de Ray Henderson, B. G. DeSylva e Lew Brown
8. You're My Everything – música e letra de Harry Warren, Mort Dixon e Joe Young
9. Jalousie 'Tango Tzigane' – música e letra de Jacob Gade e Vera Bloom
10. I Like the Mountain Music – música e letra de Frank Weldon e James Cavanaugh[3]